# KK Ilirija
O Košarkarsko klub Ilirija (em português:  Basquetebol Clube Ilirija), conhecido também apenas como Ilirija Ljubljana, é um clube de basquetebol baseado em Liubliana, Eslovênia que atualmente disputa a 1.SKL. Manda seus jogos no Tivoli Hall com capacidade para 5,600 espectadores.

## Histórico de Temporadas
| Temporada | Nível | Liga  | Pos. | J    | PL   | Resultado         |
| --------- | ----- | ----- | ---- | ---- | ---- | ----------------- |
| 2013-14   | 3     | 3.SKL | 6    | 5-11 | 7-15 | Rebaixado         |
| 2014-15   | 4     | 4.SKL | 1    | 7-1  | 8-2  | Promovido campeão |
| 2015-16   | 3     | 3.SKL | 1    | 14-0 | 10-0 | Promovido campeão |
| 2016-17   | 2     | 2.SKL | 1    | 22-0 |      | Promovido campeão |
| 2017-18   | 1     | 1.SKL |      |      |      |                   |

fonte:eurobasket.com

## Títulos

### Competições domésticas
- Liga da República Socialista da Eslovênia

Campeões (6):1961, 1969, 1971, 1972, 1975, 1982
- Segunda divisão

Campeões (1):2016-17
- Terceira divisão

Campeões (1): 2015-16
- Quarta divisão

Campeão (1):2014-15